# Baxley
Baxley är en ort i Appling County i den amerikanska delstaten Georgia med en yta av 18,5 km² och en folkmängd som uppgår till 4 400 invånare (2010). Baxley är administrativ huvudort i Appling County. Steve Rigdon är stadens borgmästare.